# Pentapodus emeryii
Pentapodus emeryii – gatunek ryby z rodziny nitecznikowatych (Nemipteridae).

## Występowanie
Gatunek ten występuje w wodach wschodniego Pacyfiku. Spotkać go można u wybrzeży Australii, Indonezji, Malezji, Papui-Nowej Gwinei oraz Filipin. Jest to ryba morska, pływająca w wodach płytkich do 35 metrów głębokości. Zazwyczaj występuje w okolicy raf koralowych. Ich populacja jest stabilna. 

## Charakterystyka
Osiąga zazwyczaj około 18 centymetrów, jednak największe osobniki miały nawet 35 centymetrów. Górna część ciała jest w odcieniach niebieskiego, dolna natomiast w odcieniach bieli. 
Gatunek ten zwykle pływa samotnie, jednak spotkano go także w niewielkich grupach. Ma doskonały wzrok. Jest rybą drapieżną, żywi się mniejszymi rybami, skorupiakami oraz bezkręgowcami. 